# Salustio Lúculo
(Publio) Salustio Lúculo (? - 93) fue un político y militar del Imperio romano. Desempeñó el cargo de gobernador de la provincia de Britania en sustitución del gran militar Cneo Julio Agrícola. Se desconoce si Lúculo obtuvo el puesto inmediatamente después de la salida de Agrícola o si, antes de su llegada, hubo otro administrador en el territorio cuya identidad se desconoce. Existen pruebas epigráficas de las que deriva la posibilidad de que Lúculo tuviera ascendencia britana.

## Actividad militar
Las evidencias arqueológícas nos demuestran que la actividad militar romana realizada en territorio britano tras la llamada a Roma de Agrícola en 84 dirigida por Salustio (o por su desconocido predecesor, si es que llegó a existir), estuvo destinada a reforzar las fronteras escocesas que se habían amplaido tras las victorias de Agrícola. Para ello Lúculo construyó el Fuerte Glen, ubicado en Peter Salway. Los fuertes localizados en Ardoch, en Dalswinton y en el sur de Escocia, que habían sido construidos por Agrícola, fueron ampliamente reconstruidos a finales de la década de años 80. Se erigieron además numerosas instalaciones militares en la región, lo que evidencia una fuerte presencia romana en las tierras bajas de Escocia. 
La fortaleza de Inchtuthil fue abandonada alrededor de esta época y sin embargo, es probable que la demanda de tropas en otras partes del imperio negara a Salustio la suficiente mano de obra para que continuara defendiendo el extremo norte. Existen evidencias arqueológicas de que algunas de las torres de vigilancia romana en el norte de Escocia se mantuvieron habitadas hasta finales de la década de los 90.
Con todo y a pesar de la escasez de tropas que obligó a Salustio a retirarse del norte de Escocia, el general romano fue capaz de tomar los territorios del sur.